# (1453) Fennia
(1453) Fennia es un asteroide perteneciente al cinturón interior de asteroides descubierto el 8 de marzo de 1938 por Yrjö Väisälä desde el observatorio de Iso-Heikkilä, Finlandia.

## Designación y nombre
Fennia fue designado inicialmente como 1938 ED1.
Posteriormente se nombró así por la forma en latín del nombre de Finlandia.

## Características orbitales
Fennia orbita a una distancia media de 1,897 ua del Sol, pudiendo alejarse hasta 1,951 ua. Su excentricidad es 0,02835 y la inclinación orbital 23,67°. Emplea 954,4 días en completar una órbita alrededor del Sol. Forma parte del grupo asteroidal de Hungaria.